# Filosofia perene
A filosofia perene, também chamada de sabedoria perene, é uma perspectiva que foi adotada por filósofos, teólogos e historiadores, em que se enxerga todas as tradições religiosas do mundo como compartilhadoras de uma verdade única, sendo ela metafísica ou a origem da qual todo o conhecimento esotérico, exotérico e doutrinal se desdobraram. Particularmente, ela se consolidou como uma postura filosófica e doutrinal a partir do século XV, em que filósofos renascentistas consideravam a existência de uma verdade única e antiga revelada à humanidade em diversos tempos e tradições, por vezes preservada e transmitida por ritos e textos esotéricos. Em sentido estrito, visava inicialmente a conciliação de doutrinas pagãs, filosofia platônica, judaísmo e o cristianismo; genericamente, refere-se a uma tentativa de abranger diversas fés religiosas ou entendimentos filosóficos. Seu sentido ampliou-se, porém, com a espiritualidade moderna a partir do século XX.
Agostino Steuco (1497-1548) cunhou o termo philosophia perennis, visando realizar uma "filosofia da harmonia" como resposta católica em meio ao avanço do protestantismo e suas críticas do paganismo no Concílio de Trento, porém seu sentido nem sempre se preservou. O conceito cresceu na era moderna a partir da intensificação de trocas interculturais, tendo sido inclusive um modelo historiográfico adotado por vezes até o século XIX. Tornou-se uma categoria identificável por estudiosos contemporâneos da religião para se referir a tendências sincréticas, unificadoras ou sistematizadoras de cunho universalizante traçadas até mesmo a filósofos helenísticos ou medievais antes da Renascença. Nos séculos XIX e XX, o termo foi também adotado em meio a controvérsias no neotomismo como forma de situar o aristotelismo em resposta à questão moderna.
A filosofia perene tem suas raízes no interesse renascentista pelo neoplatonismo e sua ideia do Uno, da qual toda a existência emana. Marsilio Ficino (1433-1499) procurou integrar o hermetismo com o pensamento grego e judaico-cristão, discernindo uma Prisca theologia que poderia ser encontrada em todas as eras. Giovanni Pico della Mirandola (1463-94) sugeriu que a verdade poderia ser encontrada em muitas, e não apenas em duas tradições. Ele propôs a harmonia entre o pensamento de Platão e Aristóteles, e viu aspectos da prisca theologia em Averróis (Ibn Rushd), o Alcorão, a Kabbalah e outras fontes.
Antecedentes considerados perenialistas já existiam em pensadores médio platônicos que buscavam a unidade da filosofia numa chamada "antiga teologia" tradicional, como em Numênio de Apameia que dizia: "será necessário voltar atrás e conectar aos preceitos de Pitágoras, e apelar para as nações famosas, apresentando seus ritos e doutrinas e instituições formadas em concordância com Platão, e que os brâmanes, judeus, magos e egípcios estabeleceram"; e entre alguns cristãos, como em Agostinho de Hipona que referia: "aquilo que hoje é chamado de religião cristã existia entre os antigos e nunca deixou de existir desde a origem da raça humana, até o momento em que o próprio Cristo chegou e os homens começaram a chamar de 'cristã' a verdadeira religião que já existia anteriormente".
Uma interpretação mais popular defende o universalismo, a ideia de que todas as religiões, sob aparentes diferenças, apontam para a mesma Verdade. No início do século XIX, os transcendentalistas propagaram a ideia de uma verdade metafísica e universalismo, que inspirou os unitaristas, que fizeram proselitismo entre as elites indianas. No final do século XIX, a Sociedade Teosófica popularizou ainda mais o universalismo, não apenas no mundo ocidental, mas também nas colônias ocidentais. No século XX, o universalismo foi popularizado no mundo anglófono por meio da escola perenialista inspirada no neo-vedanta, que defende uma origem única e metafísica das religiões ortodoxas, e por Aldous Huxley e seu livro A Filosofia Perene.

## Origens
A filosofia perene frequentemente utiliza de conceitos filosóficos partilhados pelo neoplatonismo e religiões abraâmicas, mas conforme Aldous Huxley, dentro outros expoentes, apresenta em sua coletânea A Filosofia Perene, ela também pode ser encontrada em correntes budistas (ex: mahayana, zen e dzogchen), hinduístas (ex: vedanta) e na filosofia chinesa (ex: taoísmo). O neoplatonismo em si tem origens diversas na cultura sincrética do período helenístico, e foi uma filosofia influente ao longo da Idade Média.

### Egito Antigo e Grécia Antiga
O filósofo lituano Algis Uždavinys, inspirado por Pierre Hadot, propõe que a filosofia grega se originou da filosofia e religião do Egito antigo; diversos estudiosos já evidenciaram as relações entre a mitologia grega e inspirações de origem semítica, por exemplo no contato com os fenícios. Uždavinys afirma que há uma linhagem de pensamento entre os egípcios e os mitos gregos, elaborada na filosofia dos pré-socráticos, até os pitagóricos e Platão, e critica a alcunha "neoplatonismo", porque há uma relação de continuidade entre o pensamento de Platão e os filósofos posteriores. As doutrinas não escritas de Platão, segundo as propostas das pesquisas da Escola de Tübingen e Milanesa, evidenciam isso.

### Período helenístico
Durante o período helenístico, as campanhas de Alexandre, o Grande, trouxeram a troca de ideias culturais em seu caminho pela maior parte do mundo conhecido de sua época. Os Mistérios de Elêusis e os Mistérios Dionisíacos misturavam-se com influências tais como o Culto de Ísis, Mitraísmo e Hinduísmo, junto com algumas influências persas. Essa troca intercultural não era nova para os gregos; o deus egípcio Osíris e o deus grego Dionísio foram equacionados como Osíris-Dionísio pelo historiador Heródoto já no século V a.C. (ver Interpretatio graeca).

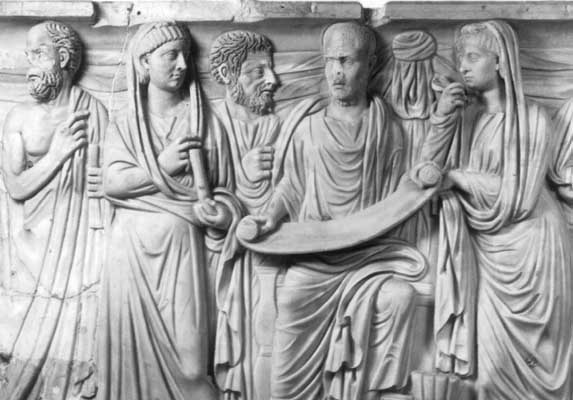
Plotino com seus discípulos

### Roma Antiga
Filo de Alexandria (c.25 a.C - 50 d.C) tentou conciliar o racionalismo grego com a Torá, que ajudou a preparar o caminho para o cristianismo com o neoplatonismo, e a adoção do Antigo Testamento com o cristianismo, em oposição ao gnóstico Marcion. Filo traduziu o judaísmo em termos de elementos estóicos, platônicos e neopitagóricos, e sustentava que Deus é "supra racional" e só pode ser alcançado por meio do "êxtase". Ele também afirmou que os oráculos de Deus fornecem o material do conhecimento moral e religioso.

### Neoplatonismo
O neoplatonismo surgiu no século III e persistiu até pouco depois do encerramento da Academia Platônica em Atenas em 529 d.C. por Justiniano I. Os neoplatônicos foram fortemente influenciados por Platão, mas também pela tradição platônica que prosperou durante os seis séculos que separaram o primeiro. dos neoplatônicos de Platão. O trabalho da filosofia neoplatônica envolveu descrever a derivação de toda a realidade de um único princípio, "o Uno". Foi fundada por Plotino, e tem sido muito influente ao longo da história. Na Idade Média, as ideias neoplatônicas foram integradas às obras filosóficas e teológicas de muitos dos mais importantes pensadores islâmicos medievais, cristãos e judeus.

### Filosofia islâmica
Já no início da Idade de Ouro Islâmica investia-se na busca de uma sabedoria universal, a partir de projetos de tradução desde os abássidas de se reunir textos gregos, egípcios, hebraicos, persas e indianos, formando um corpo comparável a uma "filosofia perene" árabe. Isso estava a par do conceito islâmico de universalismo da revelação. Filósofos islâmicos como Alfarábi (870–950) e Surauardi (1154–1191) viam o ensino filosófico como componente de uma única verdade, a “Religião da Verdade” (din al-haqq), transmitida desde Adão aos primeiros profetas como Idris/Hermes, até a Platão, Pitágoras e Aristóteles. Surauardi empregava a expressão al-hikmat al-laduniyyah (“sabedoria divina”) com o mesmo sentido tradicional encontrado em “filosofia perene”, ou também Hikmat al-khalidah e Hikmat al-atiqa. Segundo ele, uma única sabedoria sempre existiu em todos os filósofos e profetas, entre os hindus, persas, babilônios, egípcios e gregos antigos até o tempo de Platão.
Um exemplo dessa intenção é visto em Ibn Miskawayh (932–1030), que escreveu uma doxografia sobre sábios da antiguidade chamada al-Hikmat al-khalidah ("Sabedoria Eterna"). Segundo Hossein Nasr, esse gênero textual continuou nos séculos posteriores entre filósofos islâmicos, antes mesmo de se popularizar no Ocidente com Steuco.

Posteriormente surgiram inovações e novos sistemas. Acadêmicos ocultistas árabes como Ibn Turka, Jalal al-Din Davani e Mir Damad proclamaram a "ciência das letras" ('ilm al-huruf) ou letrismo como o núcleo de uma filosofia perene, a qual teve aplicação em uma ideologia neopitagórica universalista imperial. Afirmavam que ela fora legada pelo rei Salomão aos sábios hebreus como Daniel, aos gregos, egípcios como Hermes, persas como Zoroastro, indianos como e Ṭumṭum e Sāmūr, até ao Clã do Profeta, com a revelação do Corão sendo a culminância da história profética. Ibn Turka afirmava:
"Saiba que essa ciência da sabedoria (ʿilm-i ḥikmat) era mais prevalente no tempo dos profetas anteriores, e especialmente no tempo de Salomão, de cujo ensino e do ensino de seus companheiros extraíram grandes pensadores, como Anaxágoras, Pitágoras, Sócrates e outros―verdadeiramente, suas nobres filosofias embelezaram os lineamentos da era, como qualquer pessoa com um módico de perspicácia pode ver de seus magníficos escritos."

### Renascença

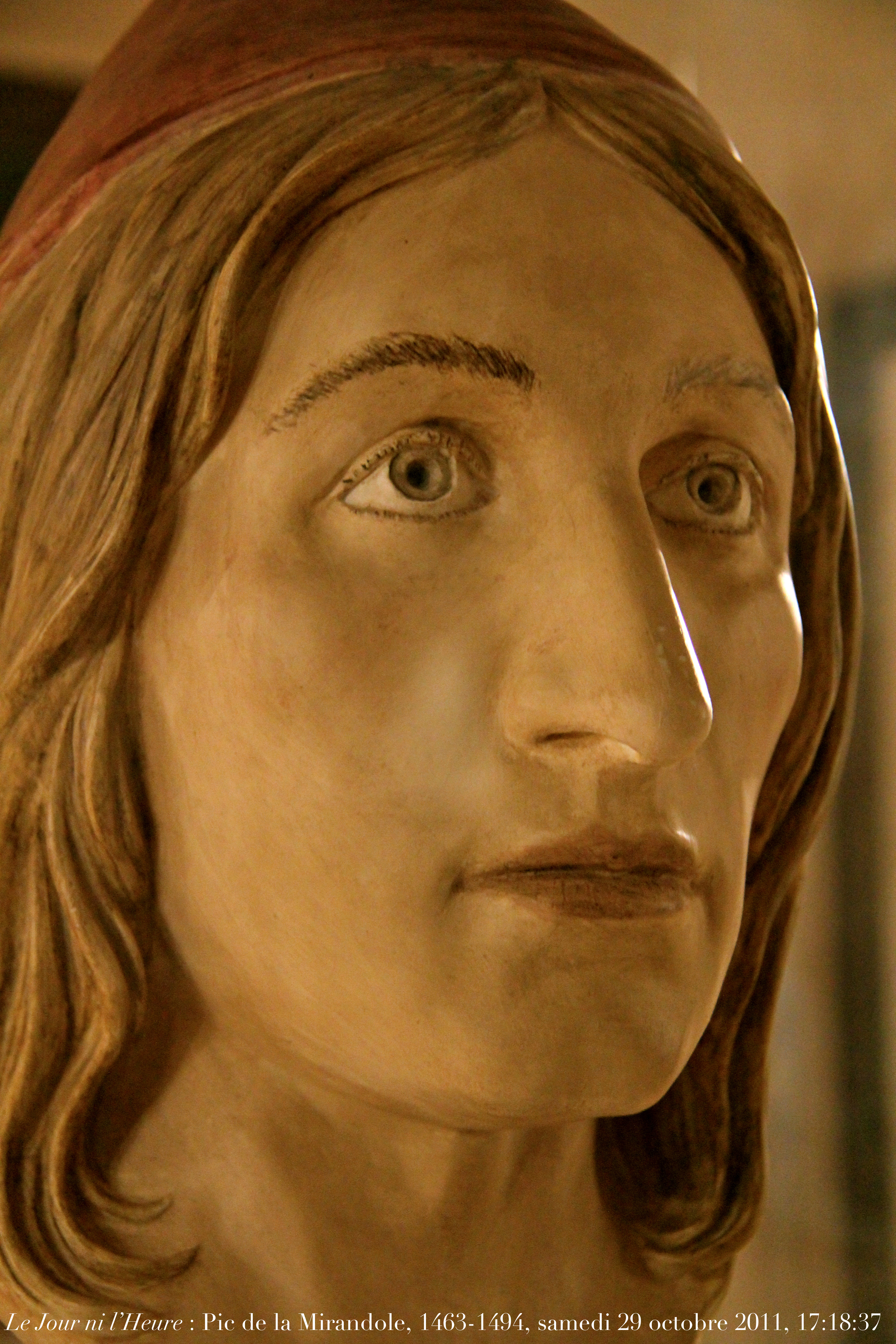
Giovanni Pico della Mirandola

A ideia de uma filosofia perene originou-se de vários teólogos da Renascença que se inspiraram no neoplatonismo e na teoria das Formas. Marsilio Ficino (1433-1499) argumentou que há uma unidade subjacente ao mundo, que tem uma contrapartida no reino das ideias. De acordo com Giovanni Pico della Mirandola (1463-1494), um estudante de Ficino, a verdade pode ser encontrada em muitas, em vez de apenas duas, tradições. De acordo com Agostino Steuco (1497–1548) existe “um princípio de todas as coisas, do qual sempre houve um e o mesmo conhecimento entre todos os povos”.
Marsilio Ficino (1433-1499) acreditava que Hermes Trismegisto, o suposto autor do Corpus Hermeticum, foi um contemporâneo de Mozes e professor de Pitágoras, e a fonte do pensamento grego e judaico-cristão. Ele argumentou que existe uma unidade subjacente ao mundo, a alma ou amor, que tem uma contrapartida no reino das ideias. A filosofia platônica e a teologia cristã incorporam essa verdade. Ficino foi influenciado por uma variedade de filósofos, incluindo a escolástica aristotélica e vários escritos pseudônimos e místicos. Ficino viu seu pensamento como parte de um longo desenvolvimento da verdade filosófica, de antigos filósofos pré-platônicos (incluindo Zoroastro, Hermes Trismegisto, Orfeu, Aglaophemus e Pitágoras) que alcançaram seu auge em Platão. A Prisca theologia, ou venerável e antiga teologia, que personificava a verdade e podia ser encontrada em todas as épocas, era uma ideia de vital importância para Ficino.
Giovanni Pico della Mirandola (1463-94), aluno de Ficino, foi além de seu professor ao sugerir que a verdade pode ser encontrada em muitas, e não apenas em duas, tradições. Este propunha uma harmonia entre o pensamento de Platão e Aristóteles, e via aspectos da teologia da Prisca em Averróis, o Alcorão, a Cabala entre outras fontes. Após as mortes de Pico e Ficino, essa linha de pensamento se expandiu e incluiu Symphorien Champier e Francesco Giorgio.

### Steuco
O termo perenni philosophia foi usado pela primeira vez por Agostino Steuco (1497–1548), que o usou para intitular um tratado, De perenni philosophia libri X, publicado em 1540. De perenni philosophia foi a tentativa mais sustentada de síntese e harmonia filosófica. Steuco representa o lado humanista renascentista da erudição e teologia bíblica do século XVI, embora tenha rejeitado Lutero e Calvino. De perenni philosophia, é uma obra complexa que contém o termo philosophia perennis apenas duas vezes. Afirma que existe "um princípio de todas as coisas, do qual sempre houve um e o mesmo conhecimento entre todos os povos". Este conhecimento único (ou sapientia) é o elemento-chave em sua filosofia. Na medida em que enfatiza a continuidade sobre o progresso, a ideia de filosofia de Steuco não é convencionalmente associada ao Renascimento . Na verdade, ele tende a acreditar que a verdade se perde com o tempo e só é preservada na prisci theologica. Steuco preferiu Platão a Aristóteles e viu maior congruência entre o primeiro e o Cristianismo do que o último filósofo. Ele sustentava que a filosofia trabalha em harmonia com a religião e deveria levar ao conhecimento de Deus, e que a verdade flui de uma única fonte, mais antiga que os gregos. Steuco foi fortemente influenciado pela afirmação de Jâmblico de que o conhecimento de Deus é inato em todos, e também deu grande importância a Hermes Trismegisto.

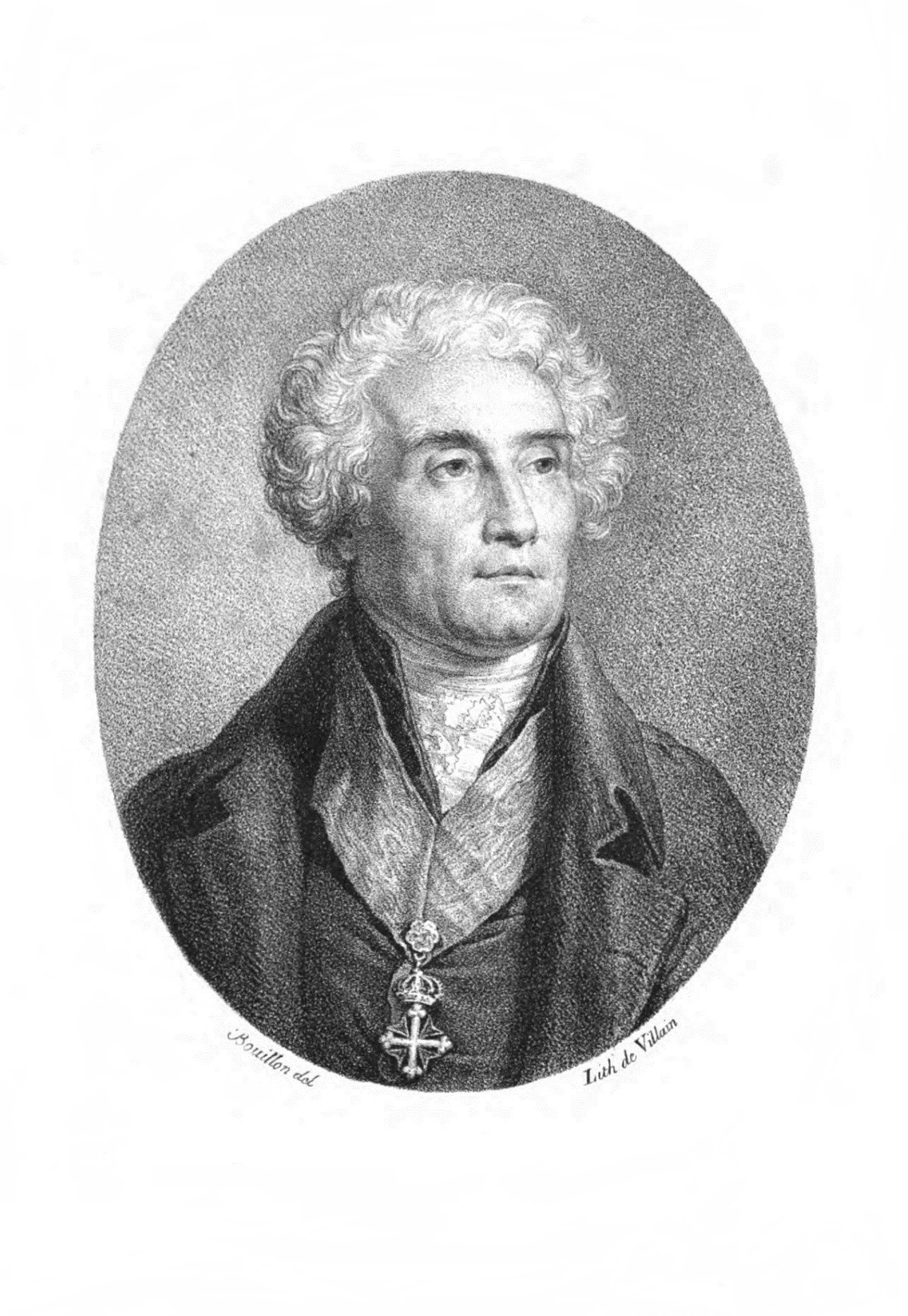
Joseph de Maistre

A filosofia perene de Steuco foi altamente considerada por alguns estudiosos durante os dois séculos após sua publicação, e então amplamente esquecida até que foi redescoberta por Otto Willmann no final do século XIX. No geral, De perenni philosophia não foi particularmente influente e em grande parte confinado àqueles com uma orientação semelhante a si mesmo. A obra não foi incluída no Índice de obras proibidas pela Igreja Católica Romana, embora a sua Cosmopeia, que expressava ideias semelhantes, fosse. As críticas religiosas tendiam à visão conservadora de que os ensinamentos cristãos deveriam ser entendidos como únicos, ao invés de vê-los como expressões perfeitas de verdades que são encontradas em todos os lugares. De maneira mais geral, esse sincretismo filosófico foi estabelecido às custas de algumas das doutrinas nele incluídas, e é possível que as faculdades críticas de Steuco não estivessem à altura da tarefa que ele se propusera. Além disso, colocar tanta confiança na prisca theologia acabou sendo uma lacuna, pois muitos dos textos usados nesta escola de pensamento mais tarde se revelaram falsos. Nos dois séculos seguintes, as respostas mais favoráveis foram em grande parte protestantes e frequentemente na Inglaterra.
Gottfried Leibniz mais tarde adotou o encargo de Steuco. O filósofo alemão segue a tradição dessa filosofia concordística; sua filosofia da harmonia tinha afinidade especialmente com as ideias de Steuco. Leibniz sabia da obra de Steuco por volta de 1687, mas achava que De la vérité de la religion chrétienne, do filósofo huguenote Phillippe du Plessis-Mornay, expressava melhor a mesma verdade. A influência de Steuco pode ser encontrada em todas as obras de Leibniz, mas o alemão foi o primeiro filósofo a se referir à filosofia perene sem mencionar o italiano.

### Modernidade
O ultramontanista Joseph de Maistre, apesar de maçom e católico, influenciou a ideia posterior de uma filosofia perene. Crítico do estado laico e de uma sociedade dessacralizada, ele afirmava que "A verdadeira religião, nasceu no dia em que todos os dias nasceram. As várias concepções dos antigos não eram mais do que os restos mais ou menos fracos da tradição primitiva".

## Popularização

### Transcendentalismo e universalismo unitário
Ralph Waldo Emerson (1803–1882) foi um pioneiro da ideia de espiritualidade como um campo distinto. Ele foi uma das principais figuras do transcendentalismo, que estava enraizado no romantismo inglês e alemão, na crítica bíblica de Herder e Schleiermacher e no ceticismo de Hume.  Os transcendentalistas enfatizaram uma abordagem intuitiva e experiencial da religião. Seguindo Schleiermacher, a intuição da verdade de um indivíduo foi tomada como o critério para a verdade. No final do século XVIII e no início do século XIX, apareceram as primeiras traduções de textos hindus, que também foram lidos pelos transcendentalistas e influenciaram seu pensamento. Eles também endossaram ideias universalistas e unitárias, levando no século XX ao universalismo unitário. O universalismo defende a ideia de que deve haver verdade também em outras religiões, uma vez que um Deus amoroso redimiria todos os seres vivos, não apenas os cristãos.

### Sociedade Teosófica
No final do século XIX, a ideia de uma filosofia perene foi popularizada por líderes da Sociedade Teosófica como HP Blavatsky e Annie Besant, sob o nome de "Religião da Sabedoria" ou "Sabedoria Antiga".  A Sociedade Teosófica teve um interesse ativo nas religiões asiáticas, posteriormente não apenas trazendo essas religiões sob a atenção de um público ocidental, mas também influenciando o hinduísmo e o budismo no Sri Lanka e no Japão.

### Neo Vedanta
Muitos pensadores (incluindo Armstrong, Huston Smith e Joseph Campbell) são influenciados pelo reformador hindu Ram Mohan Roy e pelos místicos hindus Ramakrishna e Swami Vivekananda, que assumiram as noções ocidentais de universalismo. Eles consideravam o hinduísmo um símbolo dessa filosofia perene. Essa noção influenciou pensadores que propuseram versões da filosofia perene no século XX.
A unidade de todas as religiões foi um impulso central entre os reformadores hindus no século XIX, que por sua vez influenciaram muitos pensadores perenes do tipo filosofia do século XX. As figuras-chave desse movimento de reforma incluíram dois brâmanes bengalis. Ram Mohan Roy, um filósofo e fundador da modernização da organização religiosa Brahmo Samaj, raciocinou que o divino estava além de qualquer descrição e, portanto, nenhuma religião poderia reivindicar o monopólio de sua compreensão.
Os êxtases espirituais do místico Ramakrishna incluíram experimentar a mesmice de Cristo, Maomé e sua própria divindade hindu. O discípulo mais famoso de Ramakrishna, Swami Vivekananda, viajou para os Estados Unidos na década de 1890, onde formou a Sociedade Vedanta. Roy, Ramakrishna e Vivekananda foram todos influenciados pela escola hindu de Advaita Vedanta, que eles viram como a exemplificação de uma religiosidade hindu universalista.

### Aldous Huxley

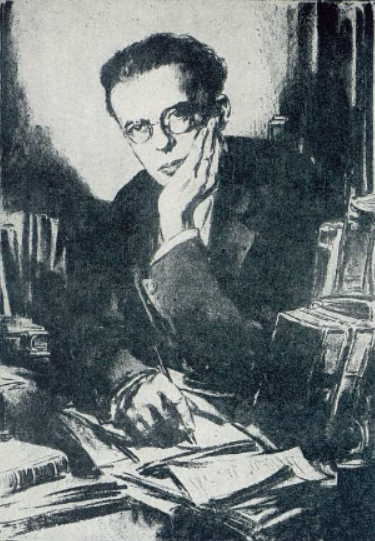
Aldous Huxley, um dos principais divulgadores da Filosofia Perene.

O termo foi popularizado em meados do século XX por Aldous Huxley, que foi profundamente influenciado pelo Neo-Vedanta e pelo Universalismo de Vivekananda. Em seu livro de 1945 The Perennial Philosophy, ele definiu a filosofia perene como:
... a metafísica que reconhece uma Realidade divina substancial para o mundo das coisas e vidas e mentes; a psicologia que encontra na alma algo semelhante ou mesmo idêntico à Realidade divina; a ética que coloca o fim último do homem no conhecimento da Base imanente e transcendente de todo ser ; a coisa é imemorável e universal. Rudimentos da filosofia perene podem ser encontrados entre a tradição tradicional dos povos primitivos em todas as regiões do mundo, e em suas formas totalmente desenvolvidas ela tem um lugar em cada uma das religiões superiores.
Em contraste com a escola perenialista, Huxley enfatizou a experiência mística sobre a metafísica:
O Buda se recusou a fazer qualquer declaração a respeito da Realidade divina definitiva. Ele só falava sobre o Nirvana, que é o nome da experiência que vem ao totalmente altruísta e concentrado [...] Mantendo, neste assunto, a atitude de um operacionalista estrito, o Buda falaria apenas do experiência espiritual, não da entidade metafísica presumida pelos teólogos de outras religiões, como também do budismo posterior, ser o objeto e (visto que na contemplação o conhecedor, o conhecido e o conhecimento são um) ao mesmo tempo o sujeito e substância dessa experiência.
Segundo Aldous Huxley, para apreender a realidade divina, deve-se optar por preencher certas condições: "fazer-se amoroso, puro de coração e pobre de espírito".  Huxley argumenta que muito poucas pessoas podem atingir esse estado. Aqueles que cumpriram essas condições, compreenderam a verdade universal e a interpretaram, geralmente receberam o nome de santo, profeta, sábio ou iluminado.  Huxley argumenta que aqueles que "modificaram seu modo meramente humano de ser" e, portanto, foram capazes de compreender "mais do que meramente espécie humana e quantidade de conhecimento" também alcançaram esse estado iluminado.
Aldous Huxley propagou uma interpretação universalista das religiões do mundo, inspirada pelo neo-Vedanta de Vivekananda. De acordo com Aldous Huxley, que popularizou a ideia de uma filosofia perene com um público maior por meio da publicação de seu livro A Filosofia Perene em 1945:

A Filosofia Perene é expressa de maneira mais sucinta na fórmula sânscrita, tat tvam asi ("Isto és tu"); o Atman, ou Eu eterno imanente, é um com Brahman, o Princípio Absoluto de toda a existência; e a finalidade última de todo ser humano é descobrir o fato por si mesmo, descobrir quem ele realmente é.
Que existe uma Divindade ou Fundamento, que é o princípio não manifestado de toda manifestação.
Que o Fundamento é ao mesmo tempo transcendente e imanente.
Que é possível que os seres humanos amem, conheçam, e se tornem efetivamente identificados com o Fundamento.
Que alcançar esse conhecimento unitivo, para realizar essa identidade suprema, é o objetivo final e propósito da existência humana.
Que existe uma Lei ou Dharma, que deve ser obedecida, um Tao ou Caminho, que deve ser seguido, para que os homens alcancem sua finalidade última.

### Movimento Nova Era
A ideia de uma filosofia perene é central para o Movimento da Nova Era. O movimento da Nova Era é um movimento espiritual ocidental que se desenvolveu na segunda metade do século XX. Seus preceitos centrais foram descritos como "inspirando-se nas tradições espirituais e metafísicas orientais e ocidentais e infundindo-as com influências da psicologia de autoajuda e motivacional , saúde holística , parapsicologia , pesquisa da consciência e física quântica ".  O termo Nova Era refere-se à vindoura Era astrológica de Aquário.
A Nova Era visa criar "uma espiritualidade sem fronteiras ou dogmas confinantes" que seja inclusiva e pluralista .  Ela defende "uma visão de mundo holística",  enfatizando que a Mente, o Corpo e o Espírito estão inter-relacionados  e que existe uma forma de monismo e unidade em todo o universo.  Ele tenta criar "uma visão de mundo que inclui ciência e espiritualidade"  e abraça uma série de formas da ciência convencional, bem como outras formas de ciência que são consideradas marginais.

### Perenialismo

Esquema da Unidade transcendente das religiões de Fritjof Schuon

O perenialismo é uma corrente esotérica do Séc XX, que sofreu influência dos autores anteriores da chamada filosofia perene. Os principais pensadores desta tradição são René Guénon, Ananda Coomaraswamy e Frithjof Schuon. Outros pensadores importantes nesta tradição são Hossein Nasr, Titus Burckhardt, Martin Lings, Marco Pallis, Huston Smith e Elémire Zolla. Shipley, membro do perenialismo, afirma que a Escola Perenialista é orientada para as tradições ortodoxas e rejeita o sincretismo moderno e o universalismo, que cria novas religiões das religiões mais antigas e compromete as tradições permanentes. De acordo com Frithjof Schuon:
Citação: Já foi dito mais de uma vez que a Verdade [Sic] total está inscrita em uma escrita eterna na própria substância de nosso espírito; o que as diferentes Revelações fazem é "cristalizar" e "atualizar", em graus diversos conforme o caso, um núcleo de certezas que não só permanece para sempre na onisciência divina, mas também dorme por refração no núcleo "naturalmente sobrenatural" de o indivíduo, bem como o de cada coletividade étnica ou histórica ou da espécie humana como um todo.

### Estruturalização sincrônica de Toshihiku Izutsu
No Oriente, o filósofo Toshihiko Izutsu elaborou um esquema metódico de análise meta-histórica de diversas tradições religiosas e filosóficas comparadas, que ele chamou de "estruturalização sincrônica". Ele foi pioneiro em articular especialmente as diversas filosofias das tradições chinesas e budistas do Leste Asiático, visando a questão da filosofia perene.
Pois em nenhum momento da história da humanidade a necessidade de entendimento mútuo entre as nações do mundo foi mais sentida do que em nossos dias [...] E diálogos meta-históricos, conduzidos metodicamente, serão, acredito, eventualmente cristalizados em uma philosophia perennis no sentido mais amplo do termo. Pois o impulso filosófico da Mente humana é, independentemente de eras, lugares e nações, última e fundamentalmente um. —Toshihiko Izutsu, em Sufism and Taoism: A comparative study of key philosophical concepts

### Psicologia perene de Ken Wilber
Ken Wilber, teórico norte-americano da psicologia transpessoal, escreveu, em 1975, um artigo intitulado Psychologia Perennis.
O Ocidente experimentou uma explosão de interesse no que Aldous Huxley chamou de philosophia perennis, a filosofia eterna, doutrina universal da natureza do homem e da realidade presente no coração de todas as principais tradições metafísicas. O que é menos conhecido, no entanto, é que existe, paralelamente à filosofia eterna ou perene, o que eu gostaria de chamar de "psicologia perene", isto é, uma visão universal da natureza. da consciência humana ... No cerne deste modelo do "Espectro da Consciência" está a afirmação de que a personalidade humana é uma manifestação ou expressão em múltiplos níveis de uma única consciência.
Wilber rejeita a maioria dos princípios do perenialismo e a visão anti-evolucionista que associa a história como uma espécie de regressão de eras passadas ou yugas. Em vez disso, ele abraça uma noção mais tradicionalmente ocidental. De acordo com o próprio Wilber:

"Não me identifico com a filosofia perene há mais de quinze anos... Muitos dos filósofos perenes duradouros - como Nagarjuna - já estavam usando métodos pós-metafísicos, e é por isso que seus insights ainda são bastante válidos. Mas a grande maioria dos filósofos perenes foram apanhados no pensamento metafísico, não-crítico, e é por isso que rejeito seus métodos quase inteiramente e aceito suas conclusões apenas na medida em que podem ser reconstruídas".

## Pluralismo religioso
O pluralismo religioso sustenta que várias religiões mundiais são limitadas por seus contextos históricos e culturais distintos e, portanto, não existe uma religião única e verdadeira. Existem apenas muitas religiões igualmente válidas. Cada religião é um resultado direto da tentativa da humanidade de compreender a incompreensível realidade divina. Portanto, cada religião tem uma percepção autêntica, mas em última análise inadequada da realidade divina, produzindo uma compreensão parcial da verdade universal, que requer sincretismo para alcançar uma compreensão completa, bem como um caminho para a salvação ou iluminação espiritual.
Embora a filosofia perene também sustente que não existe uma única religião verdadeira, ela difere quando se discute a realidade divina. A filosofia perene afirma que a realidade divina é o que permite que a verdade universal seja compreendida.  Cada religião oferece sua própria interpretação da verdade universal, com base em seu contexto histórico e cultural, potencialmente fornecendo tudo o que é necessário para observar a realidade divina e atingir um estado em que será capaz de confirmar a verdade universal e alcançar a salvação ou espiritual iluminação.

## Discussões acadêmicas
A ideia de uma filosofia perene é uma área-chave de debate na discussão acadêmica da experiência mística. Huston Smith observa que a visão da Escola Perenialista de uma filosofia perene não se baseia em experiências místicas, mas em intuições metafísicas.  A discussão da experiência mística mudou a ênfase na filosofia perene dessas intuições metafísicas para a experiência religiosa  e a noção de não dualidade ou estado alterado de consciência.
William James popularizou o uso do termo "experiência religiosa" em seu The Varieties of Religious Experience. Também influenciou a compreensão do misticismo como uma experiência distinta que fornece conhecimento.  Escritores como WT Stace, Huston Smith e Robert Forman argumentam que existem semelhanças fundamentais com a experiência mística entre religiões, culturas e épocas.  Para Stace, a universalidade dessa experiência central é uma condição necessária, embora não suficiente, para que se possa confiar no conteúdo cognitivo de qualquer experiência religiosa.
Wayne Proudfoot traça as raízes da noção de "experiência religiosa" ainda no teólogo alemão Friedrich Schleiermacher (1768-1834), que argumentou que a religião é baseada no sentimento do infinito. A noção de "experiência religiosa" foi usada por Schleiermacher para defender a religião contra a crescente crítica científica e secular. Foi adotado por muitos estudiosos da religião, dos quais William James foi o mais influente.

Os críticos apontam que a ênfase na "experiência" favorece o indivíduo atomizado, em vez da comunidade. Também falha em distinguir entre experiência episódica e misticismo como um processo, embutido em uma matriz religiosa total de liturgia, escritura, adoração, virtudes, teologia, rituais e práticas.  Richard King também aponta para a disjunção entre "experiência mística" e justiça social: 
A privatização do misticismo - isto é, a tendência crescente de localizar o místico no reino psicológico das experiências pessoais - serve para excluí-lo de questões políticas como a justiça social. O misticismo, portanto, passa a ser visto como uma questão pessoal de cultivo de estados internos de tranquilidade e equanimidade, que, em vez de servir para transformar o mundo, reconciliam o indivíduo com o status quo, aliviando a ansiedade e o estresse.
 Dentre os defensores da existência da filosofia perene em âmbito acadêmico, o estudioso contemporâneo de maior destaque é o professor emérito de estudos islâmicos da Universidade George Washington, Hossein Nasr, autor de diversos artigos sobre o tema.